# Johnny Scott
Johnny Scott (eigentlich John Kerningham Sidney Scott, * um 1938 in Buffalo; † 20. April 2010 in Montreal) war ein US-amerikanischer Sänger und Tenorsaxophonist, der die meiste Zeit seines Lebens in Kanada arbeitete.
Johnny Scott begann mit 15 Jahren als Musiker aufzutreten. Während der Ableistung seines Militärdienstes in Europa spielte er in einer Band zur Truppenunterhaltung. Nach seiner Entlassung aus der Armee Anfang der 1960er Jahre zog er nach Montreal, wo er seitdem im Bereich von Popmusik, Rhythm & Blues, Blues und Jazz arbeitete. 1986 entstand mit dem Pianisten Geoffrey Lapp sein Debütalbum From Now On, das er auf seinem eigenen Label JazzCo veröffentlichte. Scott konzertierte regelmäßig in Kanada und in den Vereinigten Staaten, außerdem hatte er einige Film- und Fernsehauftritte.

## Diskographische Hinweise
- From Now On (JazzCo, 1986)
- Contrasts (1990) mit Geoff Lapp, George Mitchell und David Lang
- Easy Living (2003)
- Never Let Me Go (Effendi records 2008)